# 868
Раннє Середньовіччя  •  Епоха вікінгів  •  Золота доба ісламу  •  Реконкіста

## Геополітична ситуація
У Східній Римській імперії триває правління Василя I Македонянина. Володіння Каролінгів розділені на 4 королівства: Західно-Франкське королівство,  Східно-франкське королівство, Лотарингію, Італію. Північ Італії належить Італійському королівству, Рим і Равенна під управлінням Папи Римського, герцогства на південь від Римської області незалежні, деякі області на півночі та на півдні належать Візантії. Піренейський півострів, окрім Королівства Астурія та Іспанської марки, займає Кордовський емірат. Вессекс підпорядкував собі більшу частину Англії, почалося вторгнення данів.  Існують слов'янські держави: Перше Болгарське царство, Велика Моравія, Блатенське князівство.
Аббасидський халіфат очолив аль-Мутазз. У Китаї править династія Тан. Значними державами Індії є Пала, Пратіхара, Чола. В Японії триває період Хей'ан. Хозарський каганат підпорядкував собі кочові народи на великій степовій території між Азовським морем та Аралом. Територію на північ від Китаю захопили єнісейські киргизи.
На території лісостепової України в IX столітті літописці згадують слов'янські племена білих хорватів, бужан, волинян, деревлян, дулібів, полян, сіверян, тиверців, уличів. У Північному Причорномор'ї співіснують різні кочові племена, зокрема булгари, хозари, алани, тюрки, угри, кримські готи. Херсонес Таврійський належить Візантії. У Києві правлять Аскольд і Дір.

## Події

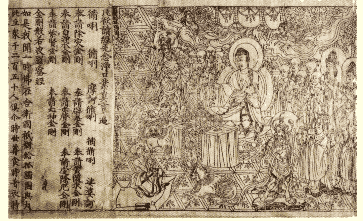
Діамантова сурта. Дереворит часів династії Тан.

- Ахмед ібн Тулун, мамелюк тюркського походження, захопив владу в Єгипті й започаткував династію Тулунідів.
- Аглабіди з Іфрикії захопили Мальту. Облога Сіракуз.
- Зустрівшись у Меці, Карл Лисий та Людовик II Німецький вирішили розділити між собою землі свого племінника Лотара II, тобто Лотарингію.
- Король Вессексу Етельред I прийшов на допомогу королю Мерсії Бургреду, який намагався відбити Ноттінгем у данів.
- Король Італії Людовик II і далі воював з сарацинами на півдні півострова і знову взяв в облогу Барі.
- Папа Римський Адріан II висвятив просвітителя Кирила на єпископа.
- У Китаї надруковано переклад Діамантової сутри. Це найдревніша друкована книга, що збереглася до наших днів.